# Park Schoonoord (Rotterdam)
Park Schoonoord is een parkje van ongeveer 1,2 hectare groot in het Scheepvaartkwartier in Rotterdam. Het parkje ligt aan de Kievitslaan aan de westzijde van de voormalige kleinste polder van Nederland, de Muizenpolder, een buitendijks buitenplaatsengebied. Aan de andere kant van de Kievitslaan ligt het bekendere en veel grotere Park.

## Geschiedenis
Schoonoord gaat in historie terug tot een van de eerste buitens in de Muizenpolder, het in 1706 aangelegde 'Rust en Lust' (ook 'Lust en Rust' geheten) gelegen aan de Nieuwewerksdijk, nu de Parklaan. In 1729 werd er een herenhuis op gebouwd. In 1816 werd de naam gewijzigd in 'Schoonoord' en bestond de buitenplaats uit een herenhuis, koetshuis, stalling, tuinmanswoning, theehuis met koepel en diverse broeikassen.
In 1823 werd 'Schoonoord' gekocht door Cornelis van Vollenhoven. Na zijn dood kwam het in handen van het echtpaar Jean Joseph Marie van Heel, scheepsreder en assuradeur, en Hendrika van Hoboken. Het park in de huidige vorm werd in 1860 ontworpen door Jan David Zocher. Het aangrenzende terrein van buitenplaats Stroomzigt werd in 1872 bij Schoonoord gevoegd. Na het overlijden van de weduwe Van Heel-van Hoboken werd in 1916 het huis Schoonoord gesloopt. 
In 1926 werd op de plaats waar huize Schoonoord had gestaan een nieuwe villa gebouwd. Het grootste deel van de tuin werd echter gekocht door Jacob Mees, firmant van het bankiershuis R. Mees & Zn. De tuin werd gedeeltelijk heringericht en het uit twee vroegere tuinen bestaande rechthoekige perceel van het park werd gescheiden van de nieuwe villa. In 1928 werd ter ontsluiting van het park aan de Kievitslaan een boogbrug gebouwd. Het toegangshek van het oude landgoed werd verplaatst naar de nieuwe brug. Het park werd gebruikt als privétuin van de familie Mees, en was rechtstreeks toegankelijk vanuit hun huis aan de Westzeedijk. 
De theekoepel op de hoek van Kievitslaan en Westzeedijk werd in 1957 afgebroken om plaats te maken voor de Parkflat. Begin jaren zeventig besloten de erven Mees om de tuin vrij toegankelijk te maken. De officiële opening vond plaats in 1973. In 1996 werd de tuin overgedragen aan Stichting Schoonoord, die ten doel heeft de historische tuin in stand te houden en toegankelijk te laten zijn voor het publiek.

## Kenmerken
Het decoratieve achttiende-eeuwse toegangshek met decoratieve smeedijzeren 'vleugels' is tussen de ijzeren pijlers voorzien van de woorden 'SCHOON' en 'OORD' in goudkleurige letters. Het park is aangelegd in gemengde tuinstijl  met een landschappelijk en een meer geometrisch botanisch deel. Het landschappelijke deel is aangelegd rond om een niervormige vijver. Bij de vijver staat een gedenkplaat  ter nagedachtenis aan David Mees, die op Bevrijdingsdag in zijn tuin werd neergeschoten. De tekst op de gedenkplaat komt uit zijn dagboek, en de tekst onderaan uit het dagboek van zijn moeder. De brede gracht tussen het Parkje en de Kievitslaan heeft een bochtig vervolg door het perceel. Tussen de beide parkdelen bevindt zich de in sobere eclectische stijl ontworpen tuinmanswoning. In het meer geometrisch ontworpen deel zijn bloemborders langs rechte paden aangelegd en bevindt zich een volière.
De bekendste bomen in het park zijn de ruim 250 jaar oude Libanonceders, de moerascipressen, de Gunnera, en een 200 jaar oude beuk. 

## Publicatie
In 2006 publiceerde Machteld gravin van Limburg Stirum-Hooykaas (1930-2019), die zelf lange tijd woonachtig was naast het park, een boek over de geschiedenis van de tuin getiteld 'De historische tuin Schoonoord nader bekeken'.